# Motomezuka
Motomezuka (求塚) est une pièce du répertoire nô de la quatrième catégorie écrite par Kanami et révisée par Zeami. Le nom est soit une corruption de, ou un jeu de mots sur Otomezuka (« La tombe de la jeune fille »), l'histoire originale de l'épisode 147 du Yamato monogatari. Le mot motome se réfère également au flirt.

## Intrigue
Un prêtre des provinces de l'Ouest en route pour Kyoto s'arrête avec ses compagnons dans un village isolé d'Ikuta (« Champ de vie ») dans la province de Settsu. Ils rencontrent un groupe de filles du village en train de cueillir des pousses de printemps dans la neige. Quand ils demandent à une fille la direction de la fameuse « Tombe recherchée », elle les amène à l'endroit en question et raconte l'histoire d'Unai.
Deux hommes, Sasada et Chinu, déclarent leur amour pour Unai en deux lettres qu'elle reçoit à la même heure. Peu encline à supporter la jalousie de l'un en favorisant l'autre, Unai refuse de faire un choix. Ses parents les mettent en concurrence pour sa main mais chaque compétition qu'ils proposent donne lieu à une égalité.
Tourmentée, Unai se noie dans l'Ikuta-gawa. Après son enterrement, les deux rivaux sont inconsolables et se suicident en se poignardant l'un l'autre. Le fantôme d'Unai porte la responsabilité karmique de leur disparition.
Le prêtre entonne des prières pour son âme. Elle entend les prières mais elles ne sont d'aucune utilité car elle est incapable de s'échapper de la maison en feu (le monde des mortels) et des huit grands enfers dans lesquels elle est implacablement fouettée par ses démons.

## Sources
À part le Yamato monogatari, la tombe d'Unai est mentionnée dans le Man'yōshū (livre 9, 1801-3, 1809–11 et livre 19, 4211-2).